# Viento puelche
Puelche, puihua, raco o terral es el nombre que recibe en las zonas central y sur de Chile, un viento del este esporádico y fuerte proveniente de la Cordillera de los Andes y que sopla hacia los valles chilenos, en donde se calientan más al descender.

## Denominación
La palabra "puelche" procede del mapudungun, idioma del pueblo mapuche, significa "gente del este", y se empleaba para designar a varios pueblos que habitaban al este de los Andes, entre ellos a los autodenominados gününa küne, que en castellano son los que habitualmente reciben la designación de puelches.

## Características
Es un viento catabático, es decir, se origina en un enfriamiento de aire en el punto más alto de los valles andinos. Como la densidad del aire se incrementa con el descenso de la temperatura, el aire fluirá hacia abajo, calentándose por proceso adiabático al ir descendiendo, es decir que cuando el aire frío en su origen se densifica baja y se comprime, por lo que aumenta su temperatura y los lugareños sienten una agradable brisa cálida. La geografía de la zona central impide que este viento alcance demasiada velocidad o peligro, sin embargo, en el sur de Chile puede producir voladuras de techos y caídas de árboles como ocurre en otros casos en el mundo, por ejemplo en: 
- Zonda en Argentina.
- Chinook en Canadá y Estados Unidos.
- Surada o Ábrego , Terral en España.
- Foehn o Föhn en Alemania.

Sin embargo, dado que la zona sur de Chile es un área que ha tenido un gran desarrollo de la industria maderera en las últimas décadas del siglo XX, el puelche ha pasado a ser percibido como peligroso por la posibilidad de incendios forestales principalmente en el verano.

## Otras denominaciones regionales

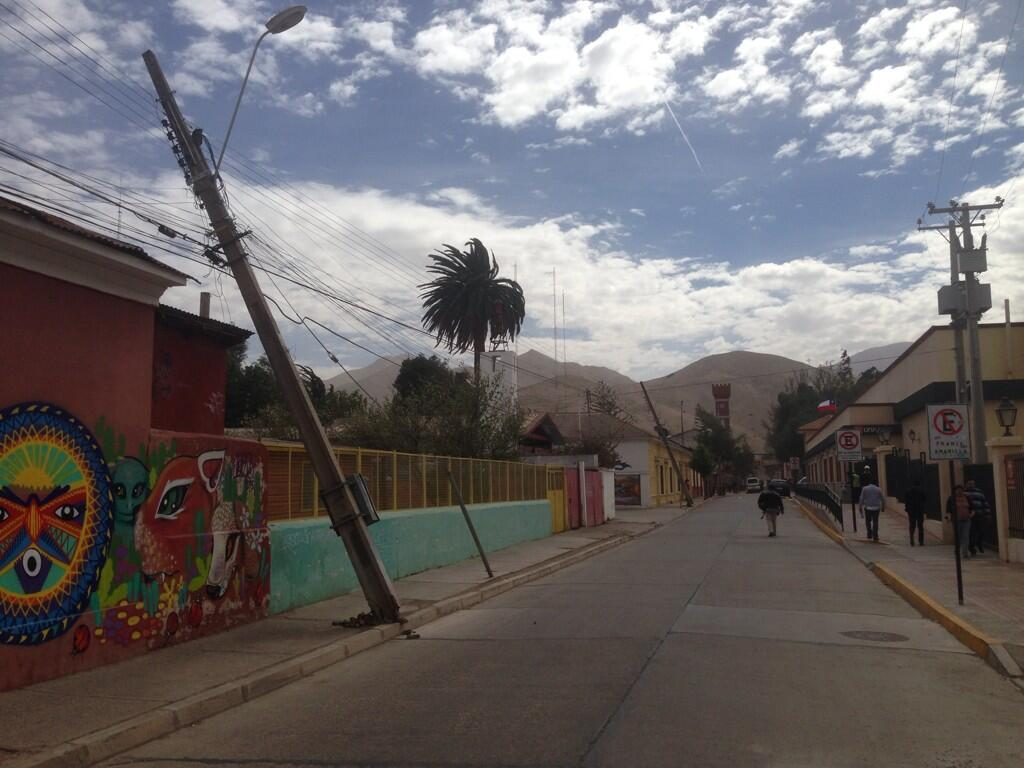
Daños tras una ráfaga de viento terral en Vicuña, en septiembre de 2013

- En el valle del Maipo donde se encuentra Santiago, se le denomina "Raco" por provenir aparentemente de ese lugar precordillerano del río Maipo. Es una brisa cálida y agradable en las mañanas del invierno. Su poca predictibilidad lo hacen poco aprovechable ya que los vientos alisios típicos de la zona van siempre en sentido contrario.
- En el valle del Elqui se le denomina "Terral" al viento que generalmente evita las lluvias en esta zona, provocando días muy caluroso (con aumento de hasta 10 °C a la temperatura actual) y una gran circulación de polvo en el aire. Los daños que puede provocar este viento son las caídas de ramas[2] y voladuras de techumbres hasta cortes de energía eléctrica. Principalmente en invierno, este viento se desarrolla en la noche y la madrugada, con una duración de hasta 3 días seguidos.
- En partes de las provincias del Ranco, Osorno y Llanquihue recibe el nombre de "Puihua".
- En Concepción, se le denomina al viento frío proveniente de la cordillera.